# Svatopluk da Boémia

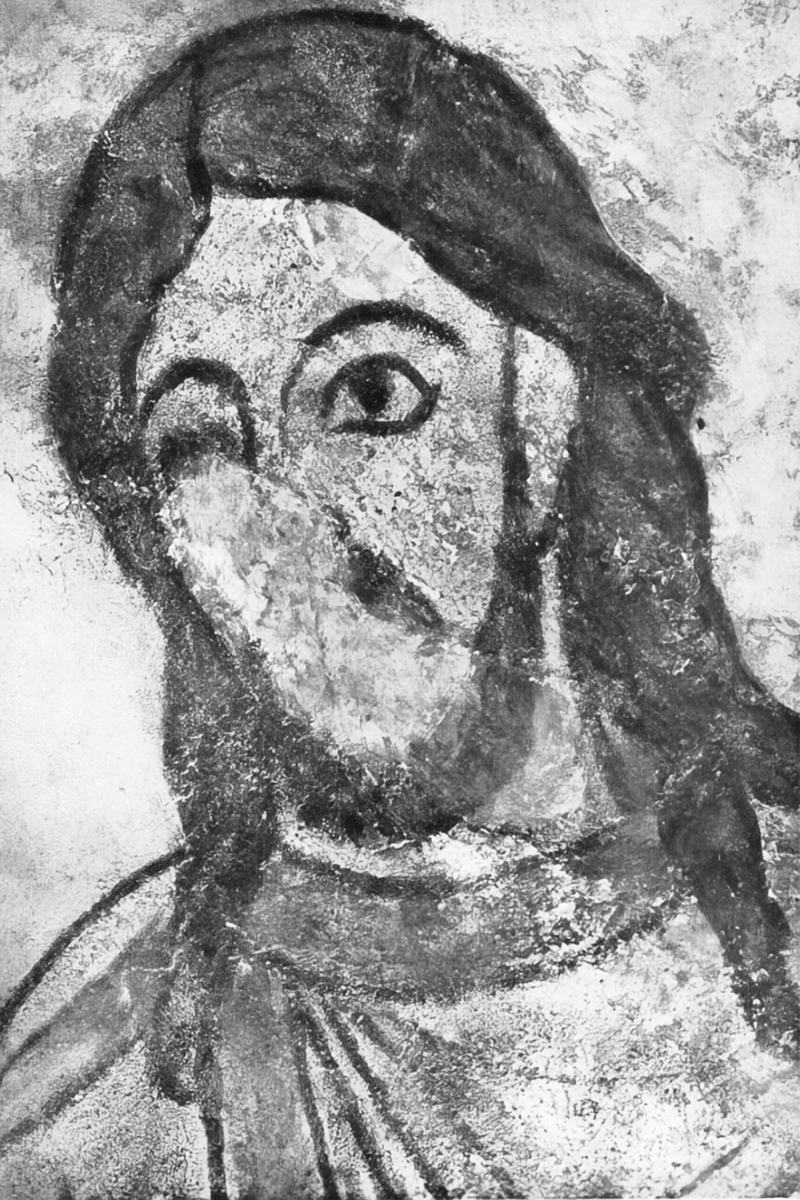
Svatopluk da Boémia.

Svatopluk da Boémia foi um duque Boémia, governou entre 1107 e 1109. O seu governo foi antecedido pelo de Borivoi II da Boémia e foi sucedido pelo de Ladislau I da Boémia.